# Judith C. Brown
Judith Cora Brown (Buenos Aires, 1946) è una scrittrice e storica statunitense.

## Biografia
Nata a Buenos Aires, ha conseguito un B.A. e un M.A. all'Università della California - Berkeley e successivamente un dottorato di ricerca all'Università Johns Hopkins.
Professoressa emerita di storia alla Wesleyan University, i suoi campi di ricerca sono il Rinascimento italiano, la storia delle donne e dell'Europa nella prima età moderna.
È principalmente nota per il saggio Atti impuri: pubblicato nel 1986 e ispirato alla vita della mistica Benedetta Carlini, è stato trasposto in pellicola cinematografica dal regista olandese Paul Verhoeven nel 2021.

## Opere (parziale)

### Saggi
- Pescia nel Rinascimento all'ombra di Firenze (In the Shadow of Florence: Provincial Society in Renaissance Pescia, 1982), Pescia, Benedetti, 1987 traduzione di Gloria I. Anzilotti
- Atti impuri: vita di una monaca lesbica nell'Italia del Rinascimento (Immodest Acts: The Life of a Lesbian Nun in Renaissance Italy, 1986), Milano, Il Saggiatore, 1987 traduzione di Savino D'Amico - Nuova ed. Milano, ES, 2005 traduzione di Savino D'Amico ISBN 88-87939-74-8.
- Gender and Society in Renaissance Italy (1998)
- Medici Women: The Making of a Dynasty in Grand Ducal Tuscany (2015)

## Adattamenti cinematografici
- Benedetta, regia di Paul Verhoeven (2021)

## Premi e riconoscimenti
- Guggenheim Fellowship: 1986[4]